# 三角形内角的嵌入不等式
三角形内角的嵌入不等式是平面几何中的一个不等式。在不至于引起歧义的情况下简称嵌入不等式。该不等式指出，若A、B、C是一个三角形的三个内角，则对任意实数 x、y、z，有：
{\displaystyle x^{2}+y^{2}+z^{2}\geqslant 2xy\cos C+2yz\cos A+2zx\cos B.}
首先发现此不等式的是英国数学家约瑟夫·沃尔斯滕霍姆。他在1867年出版的《数学问题集》一书中对嵌入不等式做出介绍。

## 证明
注意到不等式：{\displaystyle (x-y\cos C-z\cos B)^{2}+(y\sin C-z\sin B)^{2}\geqslant 0} 对所有的实数 x、y、z以及任意角A、B、C成立，将其左侧展开，就得到：
{\displaystyle x^{2}+y^{2}(\cos ^{2}C+\sin ^{2}C)+z^{2}(\cos ^{2}B+\sin ^{2}B)-2xy\cos C-2xz\cos B-2yz\sin B\sin C+2yz\cos B\cos C\geqslant 0}
{\displaystyle x^{2}+y^{2}+z^{2}\geqslant 2xy\cos C+2xz\cos B+2yz(\sin B\sin C-\cos B\cos C)}
{\displaystyle x^{2}+y^{2}+z^{2}\geqslant 2xy\cos C+2xz\cos B-2yz\cos(B+C)}
由于A、B、C是三角形内角，{\displaystyle \cos(B+C)=\cos(\pi -A)=-\cos A}，因此上式等价于
{\displaystyle x^{2}+y^{2}+z^{2}\geqslant 2xy\cos C+2xz\cos B+2yz\cos A.}
从证明中可推出，不等式中等号成立当且仅当{\displaystyle y\sin C=z\sin B}和{\displaystyle x=y\cos C+z\cos B}同时成立。也就是说，要么{\displaystyle x=y=z=0}，要么{\displaystyle x:y:z=\sin A:\sin B:\sin C}。

## 推广与加强
从以上证明中可以看到，证明成立的关键是{\displaystyle \cos(B+C)+\cos A=0}，所以可以将条件中的“A、B、C是三角形内角”推广到“{\displaystyle A+B+C=(2k+1)\pi ,\,k\in \mathbb {N} }”。而如果 {\displaystyle A+B+C=2k\pi }，则{\displaystyle \cos(B+C)=\cos A}，展开恒成立的不等式 {\displaystyle (x+y\cos C+z\cos B)^{2}+(y\sin C-z\sin B)^{2}\geqslant 0}便可得到不等式 
{\displaystyle x^{2}+y^{2}+z^{2}+2xy\cos C+2yz\cos A+2zx\cos B\geqslant 0.}
这个不等式和三角形内角的嵌入不等式可以合写成一个不等式：
如果{\displaystyle A+B+C=k\pi ,\,k\in \mathbb {N} }，那么对任意实数x、y、z，都有{\displaystyle x^{2}+y^{2}+z^{2}+2(-1)^{k}(xy\cos C+yz\cos A+zx\cos B)\geqslant 0.}
由于三角形内角的嵌入不等式具有高度对称性，在应用中也会写成对称下标不等式：
{\displaystyle x_{1}^{2}+x_{2}^{2}+x_{3}^{2}\geqslant 2x_{1}x_{2}\cos \varphi _{3}+2x_{2}x_{3}\cos \varphi _{1}+2x_{3}x_{1}\cos \varphi _{2}.}
或轮换下标不等式：
{\displaystyle x_{1}^{2}+x_{2}^{2}+x_{3}^{2}\geqslant 2x_{1}x_{2}\cos \varphi _{1}+2x_{2}x_{3}\cos \varphi _{2}+2x_{3}x_{1}\cos \varphi _{3}.}
设 {\displaystyle \alpha _{1},\alpha _{2},\alpha _{3}}是三角形内角，对后一个不等式做变量代换
{\displaystyle x_{1}\rightarrow x_{1}{\sqrt {\frac {\sin \alpha _{2}}{\sin \alpha _{3}\sin \alpha _{1}}}},\,x_{2}\rightarrow x_{2}{\sqrt {\frac {\sin \alpha _{3}}{\sin \alpha _{1}\sin \alpha _{2}}}},\,x_{3}\rightarrow x_{3}{\sqrt {\frac {\sin \alpha _{1}}{\sin \alpha _{2}\sin \alpha _{3}}}},}
可以得到不等式：
{\displaystyle (x_{1}^{2}+x_{2}^{2}){\frac {\cos \alpha _{1}}{\sin \alpha _{1}}}+(x_{2}^{2}+x_{3}^{2}){\frac {\cos \alpha _{2}}{\sin \alpha _{2}}}+(x_{3}^{2}+x_{1}^{2}){\frac {\cos \alpha _{3}}{\sin \alpha _{3}}}\geqslant 2x_{1}x_{2}{\frac {\cos \varphi _{1}}{\sin \alpha _{1}}}+2x_{2}x_{3}{\frac {\cos \varphi _{2}}{\sin \alpha _{2}}}+2x_{3}x_{1}{\frac {\cos \varphi _{3}}{\sin \alpha _{3}}}.}
由这个不等式可以推出嵌入不等式的另一种推广：
设{\displaystyle \alpha _{1},\alpha _{2},\cdots ,\alpha _{n}}满足 {\displaystyle \alpha _{1}+\alpha _{2}+\cdots +\alpha _{n}=\pi }，  {\displaystyle \varphi _{1},\varphi _{2},\cdots ,\varphi _{n}}满足 {\displaystyle \varphi _{1}+\varphi _{2}+\cdots +\varphi _{n}=\pi }，则有：
{\displaystyle \sum _{i=1}^{n}{\frac {\cos \alpha _{i}}{\sin \alpha _{i}}}(x_{i}^{2}+x_{i+1}^{2})\geqslant 2\sum _{i=1}^{n}x_{i}x_{i+1}{\frac {\cos \varphi _{i}}{\sin \alpha _{i}}}.}
其中{\displaystyle x_{n+1}=x_{1}}。而当{\displaystyle \alpha _{1}=\alpha _{2}=\cdots =\alpha _{n}={\frac {\pi }{n}}}的时候，上面的不等式转化为：
{\displaystyle \cos {\frac {\pi }{n}}\sum _{i=1}^{n}(x_{i}^{2}+x_{i+1}^{2})\geqslant 2\sum _{i=1}^{n}x_{i}x_{i+1}\cos \varphi _{i}.}
嵌入不等式是此不等式在{\displaystyle n=3}时的特例。

## 应用
三角形内角的嵌入不等式将代数不等式和几何不等式结合起来。运用嵌入不等式可以解决许多几何不等式，例如以下是运用嵌入不等式证明埃尔德什－莫德尔不等式。

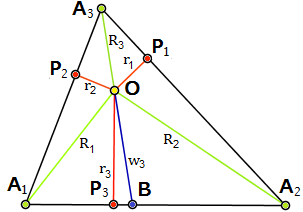
（红）小于（蓝）.

埃尔德什-莫德尔不等式是一个二十世纪初期发现的不等式，其声称：对于任何三角形和其内部的一点O，点O到三角形三条边的距离之和总是小于或等于点O到三角形的三个顶点的距离之和的一半。下设这个三角形顶点为{\displaystyle A_{1},A_{2},A_{3}}，点O到这三个顶点的距离分别是{\displaystyle R_{1},R_{2},R_{3}}，到它们对边的距离分别是{\displaystyle r_{1},r_{2},r_{3}}，则埃尔德什-莫德尔不等式写作：
{\displaystyle R_{1}+R_{2}+R_{3}\geqslant 2\left(r_{1}+r_{2}+r_{3}\right)}
在嵌入不等式中令{\displaystyle x={\sqrt {R_{1}}},y={\sqrt {R_{2}}},z={\sqrt {R_{3}}}}，{\displaystyle A={\frac {\angle A_{2}OA_{3}}{2}},B={\frac {\angle A_{1}OA_{3}}{2}},C={\frac {\angle A_{1}OA_{2}}{2}}}则可得到：
{\displaystyle R_{1}+R_{2}+R_{3}\geqslant 2\left[{\sqrt {R_{1}R_{2}}}\cos \left({\frac {\angle A_{1}OA_{2}}{2}}\right)+{\sqrt {R_{2}R_{3}}}\cos \left({\frac {\angle A_{2}OA_{3}}{2}}\right)+{\sqrt {R_{1}R_{3}}}\cos \left({\frac {\angle A_{1}OA_{3}}{2}}\right)\right]}
另一方面，计算三角形{\displaystyle A_{1}OA_{2}}在O点发出的角平分线长度{\displaystyle w_{3}}，可得
{\displaystyle w_{3}={\frac {2R_{1}R_{2}}{R_{1}+R_{2}}}\cos \left({\frac {\angle A_{1}OA_{2}}{2}}\right)\leqslant {\sqrt {R_{1}R_{2}}}\cos \left({\frac {\angle A_{1}OA_{2}}{2}}\right).}
同时作为角平分线，其长度必然大于O点到{\displaystyle A_{1}A_{2}}的距离{\displaystyle r_{3}}，所以
{\displaystyle r_{3}\leqslant w_{3}\leqslant {\sqrt {R_{1}R_{2}}}\cos \left({\frac {\angle A_{1}OA_{2}}{2}}\right)}
{\displaystyle r_{1}+r_{2}+r_{3}\leqslant {\sqrt {R_{1}R_{2}}}\cos \left({\frac {\angle A_{1}OA_{2}}{2}}\right)+{\sqrt {R_{2}R_{3}}}\cos \left({\frac {\angle A_{2}OA_{3}}{2}}\right)+{\sqrt {R_{1}R_{3}}}\cos \left({\frac {\angle A_{1}OA_{3}}{2}}\right)}
因此 
{\displaystyle R_{1}+R_{2}+R_{3}\geqslant 2\left(r_{1}+r_{2}+r_{3}\right).}

## 等价形式
设 {\displaystyle A+B+C=k\pi }, {\displaystyle k\in \mathbb {Z} }, {\displaystyle x,y,z\in \mathbb {R} }，则有
{\displaystyle (x+y+z)^{2}\geqslant 4yz\sin ^{2}A+4zx\sin ^{2}B+4xy\sin ^{2}C,}
等号成立当且仅当 {\displaystyle x:y:z=\sin 2A:\sin 2B:\sin 2C}。

### 证明
{\displaystyle LHS-RHS=(x+y\cos 2C+z\cos 2B)^{2}+(y\sin 2C-z\sin 2B)^{2}.}

### 推论
对于 {\displaystyle \triangle ABC}，令 {\displaystyle x=ua^{2}}, {\displaystyle y=vb^{2}}, {\displaystyle z=wc^{2}}，其中 {\displaystyle u,v,w\in \mathbb {R} }，即得
{\displaystyle (ua^{2}+vb^{2}+wc^{2})^{2}\geqslant 4\sum vwb^{2}c^{2}\sin ^{2}A=16(vw+wu+uv)S^{2},}
等号成立当且仅当 {\displaystyle ua^{2}:vb^{2}:wc^{2}=\sin 2A:\sin 2B:\sin 2C}，即 {\displaystyle u:v:w=\cot A:\cot B:\cot C}。

### 一般形式
若非零实数 {\displaystyle p,q,r} 满足 {\displaystyle 2(pq+qr+rp)\geqslant p^{2}+q^{2}+r^{2}}，则对任意实数 {\displaystyle x,y,z} 恒有
{\displaystyle (x+y+z)^{2}\geqslant {\frac {2(pq+qr+rp)-p^{2}-q^{2}-r^{2}}{pqr}}(pyz+qzx+rxy).}
证明：
{\displaystyle {\begin{aligned}&{\rm {LHS-RHS}}\\={}&\left(x+y+z-{\frac {2(pq+qr+rp)-p^{2}-q^{2}-r^{2}}{2pqr}}(ry+qz)\right)^{2}\\&+{\frac {2(pq+qr+rp)-p^{2}-q^{2}-r^{2}}{4p^{2}q^{2}r^{2}}}{\bigl (}(p+q-r)ry-(p-q+r)qz{\bigr )}^{2}.\end{aligned}}}